# Haapasaari (Kotka)
Pour les articles homonymes, voir Haapasaari.
Haapasaari est une île du golfe de Finlande à Kotka et ancienne municipalité rurale de Finlande.
Haapasaari a été intégrée à Kotka en 1974.

## Géographie
Haapasaari est situé à 23 kilomètres au sud-est de Kotkansaari.
Au 31 décembre 2012, Haapasaari comptait 17 habitants.
Haapasaari compte de nombreux chalets et durant les fins de semaine et les jours fériés, l'île peut accueillir jusqu'à deux cents personnes. 
L'île est un paysage précieux à l'échelle nationale en Finlande.

## Accès
Des traversiers assurent la traversée de Kotka à Haapasaari.